# 西部衝上斷層山地
西部衝上斷層山地是台灣西部海拔大致數百公尺至2,000公尺左右之逆斷層山地，位於雪山山脈、玉山山脈之西，其地質屬於西部麓山帶，為新第三紀之砂岩與頁岩之互層，有別於以板岩為主的脊梁山脈西翼地質帶。林朝棨將其稱之為「西部衝上斷層山地」。

## 範圍
西部衝上斷層山地北起鼻頭角，南至鳳鼻頭，全長約330公里。以濁水溪為界，分為南北兩段，北段稱加里山山脈（加裡山山脈），南段為阿里山山脈，亦有將其合稱阿里山山脈者。

本山地與東側之雪山山脈、玉山山脈，以屈尺斷層、水長流斷層、水裡坑斷層、陳有蘭溪斷層、塔塔加斷層（也稱大塔口斷層）為界。本山地之西境為新莊斷層、大平地斷層、三義斷層、車籠埔斷層、大尖山斷層、觸口斷層，與西側之林口台地、桃園台地、竹東丘陵、苗栗丘陵、后里台地、台中盆地、斗六丘陵、嘉義丘陵、新化丘陵為鄰。

## 地質
西部衝上斷層山地在地質上主要為新第三紀之砂岩與頁岩之互層，此山地有許多縱向斷層，將此山地縱切成數個斷層片而形成覆瓦構造，且此山地平行逆斷層群斷層面，有愈東傾斜角愈大之傾向。

## 地形
層階地形為此山地之主要地形，由軟硬岩互層（通常是砂頁岩互層）經差別風化後，形成單面山與豬背嶺。